# Popeci Utilaj Greu
Popeci Utilaj Greu Craiova este o companie producătoare de mașini-unelte și echipamente pentru industriile siderurgică, metalurgică și de prelucrare a lemnului din România.
Compania face parte din grupul de firme Popeci controlate de Constantin și Călin Popeci, grup din care mai fac parte Popeci Utilaj Minier, Popeci Auto și Popeci Motors.
Compania Popeci Utilaj Greu produce atât utilaj tehnic complex cât și mașini unelte grele.
Produsele au aplicație în activități tehnologice cuprinzând industriile siderurgică și metalurgică, de prelucrare a lemnului, celulozei și hârtiei, energetice și mineritului.
Compania a fost privatizată în 2002, prin cumpărarea pachetului majoritar de acțiuni a Întreprinderii de Utilaj Greu Craiova (IUG) de la APAPS.
Înainte de 1990, Constantin Popeci a fost director general al Întreprinderii de Utilaj Greu.
Constantin Popeci a lucrat la IUG de când a fost fondată întreprinderea, din 1976.
Număr de angajați:
- 2010: 620[1]
- 2005: 800[2]

Cifra de afaceri:
- 2008: 16,7 milioane euro[1]
- 2005: 10,5 milioane euro[2]

Profit net în 2005: 0,4 milioane euro